# Карбалаї-Мехді-Ґярде
Карбалаї-Мехді-Ґярде (перс. كربلايي مهدي گرده) — село в Ірані, у дегестані Чагар-Фарізе, у Центральному бахші, шагрестані Бендер-Анзалі остану Ґілян. За даними перепису 2006 року, його населення становило 66 осіб, що проживали у складі 16 сімей.